# Vieng Narumon
Vieng Narumon (în thailandeză เวียง นฤมล, n. 11 ianuarie 1992, Districtul Mueang Roi Et, Provincia Roi Et, Thailanda) este o actriță și cântăreață thailandeză. Ea a fost cunoscută pentru cântecele ei Mor lam și luk thung.  Cântecul ei celebru include „"era cu inima franta” (วัยอกหัก), „Rewatta te iubesc, Leelawadee” (เรวัตตะฮักนะลีลาวดี), „Fostul meu iubit s-a întors” (แฟนเก่ากลับใจ).

## Tinerețe
Vieng Narumon s-a născut pe 11 ianuarie 1992 într-o familie săracă din provincia Roi Et, și-a început cariera muzicală în 2017, colaborând cu GMM Grammy. A absolvit gradul III la Institutul Bunditpatanasilpa din Thailanda.

## Discografie

### Single-uri
| An   | Titlu                                |
| ---- | ------------------------------------ |
| 2017 | "Huk Bor Dai Tae Luem Ai Bor Long"   |
| 2017 | "Nong Tung Jai Huk Ai Tung Jai Thim" |
| 2018 | "Won Pu Lam Khong"                   |
| 2020 | "Wai Ok Hak"                         |
| 2020 | "New Year Sia Fan"                   |
| 2021 | "Ngiw Tong Ton Humhon Phoo Bao Kaw"  |
| 2021 | "Ka Khon Bor Huk Kan"                |
| 2021 | "Pi Lam Khao"                        |